# Ceroxylon
Ceroxylon is een geslacht van palmen. De soorten komen alleen voor in de Andes in Venezuela, Colombia, Ecuador, Peru en Bolivia en staan bekend als waspalmen uit de Andes.
De soorten uit dit geslacht groeien bijna zonder uitzondering in montaan gebied. Tot het geslacht behoort de grootste soort palm (en de grootste monocotyl): Ceroxylon quindiuense die een hoogte van 61 m kan bereiken. Er zijn soorten die in de Andes op hoogten van meer dan 3000 m boven zeeniveau groeien, een hoogte die verder geen enkele soort uit de palmenfamilie bereikt.

## Soorten
1. Ceroxylon alpinum
2. Ceroxylon amazonicum
3. Ceroxylon ceriferum
4. Ceroxylon echinulatum
5. Ceroxylon parvifrons
6. Ceroxylon parvum
7. Ceroxylon peruvianum
8. Ceroxylon pityrophyllum
9. Ceroxylon quindiuense
10. Ceroxylon sasaimae
11. Ceroxylon ventricosum
12. Ceroxylon vogelianum

... · 
Acanthophoenix · 
Acoelorrhaphe · 
Acrocomia · 
Actinokentia · 
Actinorhytis · 
Adonidia · 
Aiphanes · 
Allagoptera · 
Alloschmidia · 
Ammandra · 
Aphandra · 
Archontophoenix · 
Areca · 
Arenga · 
Asterogyne · 
Astrocaryum · 
Attalea · 
Balaka · 
Bactris · 
Barcella · 
Basselinia · 
Beccariophoenix · 
Bentinckia · 
Bismarckia · 
Borassodendron · 
Borassus · 
Brahea · 
Brassiophoenix · 
Brongniartikentia · 
Burretiokentia · 
Butia · 
Calamus · 
Calospatha · 
Calyptrocalyx · 
Calyptrogyne · 
Calyptronoma · 
Campecarpus · 
Carpentaria · 
Carpoxylon · 
Caryota · 
Ceratolobus · 
Ceroxylon · 
Chamaedorea · 
Chamaerops · 
Chambeyronia · 
Chelyocarpus · 
Chuniophoenix · 
Clinosperma · 
Clinostigma · 
Coccothrinax · 
Cocos · 
Colpothrinax · 
Copernicia · 
Corypha · 
Cryosophila · 
Cyphokentia · 
Cyphophoenix · 
Cyphosperma · 
Cyrtostachys · 
Daemonorops · 
Deckenia · 
Desmoncus · 
Dictyocaryum · 
Dictyosperma · 
Dransfieldia · 
Drymophloeus · 
Dypsis · 
Elaeis · 
Eleiodoxa · 
Eremospatha · 
Eugeissona · 
Euterpe · 
Euterpe · 
Gaussia · 
Guihaia · 
Hedyscepe · 
Hemithrinax · 
Heterospathe · 
Howea · 
Hydriastele · 
Hyophorbe · 
Hyospathe · 
Hyphaene · 
Iguanura · 
Iriartella · 
Itaya · 
Johannesteijsmannia · 
Juania · 
Jubaea · 
Jubaeopsis · 
Kentiopsis · 
Livistona · 
Lodoicea · 
Mauritia · 
Medemia · 
Metroxylon · 
Nannorrhops · 
Nypa · 
Phoenix · 
Raphia · 
Ravenea · 
Rhapis · 
Rhopalostylis · 
Roystonea · 
Sabal · 
Salacca · 
Serenoa · 
Syagrus · 
Tahina · 
Trachycarpus · 
Trithrinax · 
Washingtonia · 
Wodyetia · 
...